# Le Furet (film, 1950)
Pour les articles homonymes, voir Furet (homonymie).
Pour plus de détails, voir Fiche technique et Distribution.
Le Furet est un film français de Raymond Leboursier, sorti en 1950, d'après le roman Crimes à vendre de Stanislas-André Steeman, mettant en scène son héros, Wenceslas Vorobeïtchik, dit Monsieur Wens, ancien policier devenu détective.

## Synopsis
L'intrigue comporte six crimes que rien ne relie : le film tiendrait du film à sketches si chacun d'eux n'avait été annoncé par un mystérieux correspondant qui signe « Le Furet » et envoie au préfet de police et à Monsieur Wens, détective privé, des lettres indiquant la date à laquelle un crime va être commis dans l'un des arrondissements de Paris. Persuadés qu'il s'agit d'un fou, les policiers ne le prennent d'abord pas au sérieux. Mai peu à peu, ils constatent que ces prédictions se réalisent vraiment. Pour chacun des crimes, ils trouvent parmi les proches un suspect ayant bien mobile et l'arrêtent, mais n'ont pas de preuve, et ceci est peu compatible avec le fait que le Furet ait connaissance des crimes à l'avance. Or un jour, un sexagénaire est victime d'un accident dans la rue, et on trouve sur lui des lettres du Furet prêtes à être postées. Interrogé, il explique qu'il est le docteur Star, « clairvoyant », et qu'il voit les crimes à l'avance dans les astres. Personne n'y croit, et tous les suspects sont alors relâchés puisque la police tient le coupable. Or, durant sa détention, un nouveau crime est commis : il est relâché à son tour et reprend ses consultations de voyant avec une notoriété accrue. Un détail intrigue Monsieur Wens. Lors de chaque crime, un objet insolite est volé : il conclut à une mise en scène. Pour détecter le vrai coupable, il a alors l'idée de visiter les tombes de toutes les victimes, une seule est régulièrement fleurie...

## Fiche technique
- Réalisateur : Raymond Leboursier, assisté de Georges Dutheil
- Adaptation et dialogues : Stanislas-André Steeman et Raymond Leboursier
- Direction artistique :  Roland Quignon
- Photographie : Georges Million
- Montage : Pierre Gérau et Raymond Leboursier
- Musique : Charly Bailly et André Varel
- Société de production : Société Parisienne d'Art Technique
- Production : René Bianco
- Format : Noir et blanc  - Son mono
- Genre : Policier
- Durée : 95 minutes
- Date de sortie : 
  - France - 10 février 1950

## Distribution
- Pierre Larquey : le Furet
- Pierre Jourdan : Monsieur Wens
- Jacques Baumer : commissaire Hyacinthe
- Marcel Pérès : M. Bonvalet
- Héléna Manson : Mme Bonvalet
- Annette Poivre : Marthe Bellair
- Pierre Renoir : docteur Dauvel-Juste
- Marguerite Deval : Mme Chapuis
- Colette Darfeuil : Louise Heller
- Jean Max : Nicolas Jumeau
- Jacques Famery : Achille Terrier
- Jean Tissier : professeur de Thomaz
- Charles Deschamps : M. Lecartier
- Madeleine Suffel : Barbe
- Antonin Berval : inspecteur Vignolles
- Henri Charrett : inspecteur Poignant
- Jacqueline Delubac : Mme de Lannier
- Jean Martinelli : Moncey
- Alexandre Rignault : Jeuniot
- Jean-Jacques Delbo : Ludovic Chapelle
- Elisa Ruis : Jacqueline
- Jany Holt : Cécile de Stadler
- Jean Servais : Jacques de Stadler
- Margo Lion : Olympe de Stadler
- Daniel Mendaille
- Max Maxudian : le préfet
- Jacques Dynam : le chef de train

## Éditions
Le film est sorti en cassette VHS en 1991 puis en DVD en 2008 par les  éditions René Chateau.